# Baifolket
Bai är en av Kinas 56 erkända folkgrupper. Med sina närmare två miljoner personer är bai en av de större kinesiska minoritetsgrupperna. Ungefär åttio procent av baifolket bor runt Dali i Yunnanprovinsen och resten huvudsakligen i Sichuan och Guizhou. Baifolket talar, utöver kinesiska, språket bai. Enligt folkräkningen 1990 talade nittio procent av folkgruppen bai.